# Адолф фон Ауершперг
Адолф Вилхелм Карл Даниел фон Ауершперг (на немски: Adolf Wilhelm Daniel Prinz von Auersperg) е бохемски и австрийски княз на Ауершперг, министър-президент на Цислейтания в Австро-Унгария (1871 – 1879) при император Франц Йозеф I, носител на орден на Златното руно 1878 г.

## Биография
Роден е на 21 юли 1821 година в дворец Влашим, Бохемия. Той е най-малкият син на 7. княз Карл Вилхелм II фон Ауершперг (1782 – 1827) и втората му съпруга Фридерика Луиза Вилхелмина Хенриета фон Ленте (1791 – 1860), дъщеря на Карл Левин Ото фон Ленте (1746 – 1815) и графиня Хенриета София Фридерика Сабина фон Бенингсен (1769 – 1850). Правнук е по майчина линия на руския генерал Леонтий Бенингсен. Брат е на Карл фон Ауершперг (1814 – 1890), 8. княз на Ауершперг, херцог на Готшее, и на Александер Вилхелм Теодор (1818 – 1866).
Адолф фон Ауершперг следва и след това е 14 години офицер на кавалерията, последно като майор. През 1867 г. е избран в народното събрание на Бохемия. Императорът го поставя 1870 г. като оберст-ланд-маршал в Залцбург. През 1871 г. той става почетен гражданин на Залцбург. От 1871 до 1879 г. е австрийски министър-президент на императора. През 1878 г. Франц Йозеф I го награждава с Орден на Златното руно.
От 1879 до 1885 г. по желание на императора той е президент на Главната Сметна палата в Цислейтания.
Както брат му Карл фон Ауершперг той е ръководещ на бохемските благородници. Сина му Карл Мария Александер фон Ауершперг наследява през 1890 г. чичо си Карл фон Ауершперг и става 9. княз на Ауершперг.
Умира на 5 януари 1885 година в замъка Голдег в Найдлинг, Долна Австрия, на 63-годишна възраст.

## Фамилия
Адолф фон Ауершперг се жени в дворец Маршау на 26 октомври 1845 г. за фрайин Йохана Алойзия фон Младота фон Золописк (* 14 ноември 1820; † 26 октомври 1849), дъщеря на фрайхер Адалберт Младота зе Золописк и фрайин Франциска Ширндингер фон Ширндинг. Бракът е бездетен. Тя умира на 28 години.
Адолф фон Ауершперг се жени втори път на 6 октомври 1857 г. във Влашим, Бохемия за Йохана Фестетицс де Толна (* 15 юни 1830, Толна; † 9 март 1884, Виена), дъщеря на Ернйо Янос Вилмос (1800 – 1869) и фрайин Янка Котц фон Добрц (1809 – 1869). Тя е по-голямата сестра на Ернестина де Толна (* 27 май 1831; † 30 декември 1901), от 1851 г., съпруга на брат му Карл фон Ауершперг. Те имат пет деца:
- Карл Мария Александер фон Ауершперг (* 26 февруари 1859, Виена; † 19 октомври 1927, Голдег), 9. княз на Ауершперг, женен 1885 г. за графиня Елеонора Мария фон Бройнер (1864 – 1920)
- Йохана (* 17 септември 1860, Теплитц; † 17 декември 1922, Зихров), омъжена 1885 г. за княз Алаин Бенямин Артур де Рохан (1853 – 1914)
- Ернестина Мария Вилхелмина Валентина (* 14 февруари 1862, Теплитц; † 28 септрмвти 1935)
- Аглае (* 28 март 1868, Теплитц; † 10 май 1919, Мар), омъжена 1892 г. за граф Фердинанд Винценц Рудолф Кински-Тетова (1866 – 1916)
- Франц Мария Йохан Йозеф (* 11 декември 1869, Прага; † 9 януари 1918, Рцесцов), принц, женен 1899 г. за Флоренце Елсворт Хазард от Ню Йорк (1882 – 1960)